# 大西瀧治郎
大西瀧治郎（日语：／ Ōnishi Takijirō */?；1891年6月2日—1945年8月16日）是日本海軍將領，兵庫縣出身，海軍兵學校40期，最終軍階為海軍中將。歷任第一航空艦隊長官、軍令部次長等職。神風特攻隊創始者。

## 生平
1891年6月2日，大西瀧治郎出生日本兵庫縣，是大西家的第二個兒子，父親是一個小地主。大西就讀於兵庫縣立柏原高等學校時，正逢日本在日俄戰爭中戰勝，產生了要參軍的志願。
1909年，大西瀧治郎進入日本海軍兵學校就讀。畢業後，大西在艦船上服務，不斷升遷。1915年12月，大西與山口三郎等5名航空工程師學習飛行技術。陸續當過不少知名艦船的軍官和飛行員。1916年日本海軍最初的三支飛機部隊組建時，大西瀧治郎調入橫須賀海軍航空隊服役，他認識到「新式武器」飛機具備莫大的作戰潛能，由此對飛機的製造業產生了濃厚的興趣，他策動當時為輪機中尉的中島知久平退役，回到民間發展飛機製造工業，並協助他尋找資金奧援；原本大西也想一起退役到民間開發國產戰機，但是被日本海軍回絕。
大西瀧治郎為了製造飛機的經費四處奔走籌資，在民間鼓吹「戰艦無用論」。大西表示，當時日本預計要製造的大和號的價錢，可以造三千台飛機，而靠著這些飛機，能炸沉超過十艘的大和號。在大西瀧治郎和中島知久平的合作下，中島飛機的規模越來越大，成為了日本國產飛機的主流，甚至是世界排名屬一屬二的飛機製造商，也為了後來的太平洋戰爭爆發，保證了日本充足的國產戰鬥機來源。
1918年11月1日，大西轉調橫須賀鎮守府，隨即派往英法留學考察。於1921年8月6日調回橫須賀航空隊，並接受William Forbes-Sempill爵士所率領的Sempill顧問團訓練，接受當時最新的海軍戰鬥機及攻擊機科技的教育，大西瀧治郎同時也是日本最早操作過降落傘的飛行員。
大西早期曾任職日軍軍需省海軍發展局，研究攻擊珍珠港的技術問題，並向山本五十六大將負責。當時大西曾提出向美軍挑戰，不僅無法戰勝，且恐有滅國之災的意見。任職日軍軍需省時期，委派兒玉譽士夫在上海搜集戰爭物資。
大西在馬里亞納海戰中，對當時就有人建議的特攻戰術表示反對，斥之為邪說。但到了決定性的雷伊泰灣海戰，大西改變了立場。當時其所屬駐紮菲律賓北部的第一航空隊僅餘40架軍機，難以執行支援艦隊阻擊美軍登陸的任務，於是他下令執行特攻戰術。但他在軍事會議上表示，這也只能延遲美國航空母艦的活動一週而已。
大西瀧治郎在昭和天皇宣佈投降後，為對他推出的戰術造成的約4,000名日本青年的死難及其家屬致歉而切腹自殺。為了表達歉意，大西沒有招請協助自殺的「介錯」（即減少痛苦協助斬首之人），因此在切腹後15小時方才死亡。大西遺言表示，盼望日本所有戰後的倖存者，能共同致力於日本重建，和世界和平的建設。給他妻子的遺言中近似的內容大約是：「他不追求安逸的生活，而是为了世界和他人的利益度过他的自然生命」，並沒有「世界和平的建設」

## 外部連結
- WW2DB: 大西瀧治郎 （页面存档备份，存于） （英文）

1. ↑  袁騰飛 <沒人敢說的戰爭史 袁騰飛犀利話二戰>(下) P205